# QQVGA
Quarter-QVGA (QQVGA) tem resolução de 160x120 ou 120x60 pixels e geralmente é utilizado por displays de aparelhos portáteis. O termo Quarter-QVGA ("Um quarto"-QVGA em inglês) especifica uma resulução de um quarto dos pixels de um display QVGA (metade do número de pixels verticais e metade do número de pixels horizontais). A QVGA (Quarter-VGA) por sua vez tem um quarto do número de pixels de um display VGA.